# Rotbrustguan

Verbreitungsgebiet des Rotbrustguan

Der Rotbrustguan (Penelope ochrogaster) ist eine Vogelart aus der Familie der Hokkohühner (Cracidae).
Die Art wurde als konspezifisch mit dem Weißschopfguan (P. pileata) und dem Weißbrauenguan (P. jacucaca) angesehen.
Der Vogel ist endemisch in Brasilien im nördlichen Pantanal, es gibt ein weiteres abgetrenntes Verbreitungsgebiet im Tal des Rio Araguaia in Zentralbrasilien.
Der Lebensraum umfasst subtropischen oder tropischen trockenen Wald und Sumpfland mit Laubbäumen, Savannen, Galeriewald und Waldinseln.
Der Artzusatz kommt von altgriechisch ὠχρός ōchrós, deutsch ‚blass gelb‘ und altgriechisch γαστήρ gastēr, deutsch ‚Bauch‘.

## Merkmale
Die Art ist mit 67–75 cm ein mittelgroßer Guan mit blassbraunem Kopf, dunkelbrauner Oberseite und kastanienbrauner Unterseite, am hellsten rötlich am Bauch mit weißen Flecken. Dazu kommt ein weißlicher Überaugenstreif, eine rot-orange Kehle mit Kehllappen. Die Ohrdecken sind brauner und dunkler.
Die Iris ist beim Männchen rötlich, beim Weibchen grau. Die Beine sind beim Männchen matt rostbraun, beim Weibchen rötlicher.
Die Art unterscheidet sich vom ähnlichen, teilweise auch im selben Lebensraum um die Ilha do Bananal vorkommendem Weißschopfguan (P. pileata) durch die kräftigere Färbung der Oberseite. Das Verbreitungsgebiet überschneidet sich großflächig mit dem des Weißstirnguans (P. superciliaris), der aber rotbraune Ränder an den inneren Flügelfedern und mitunter einen rotbraunen Überaugenstreif aufweist.
Die schwarze Begrenzung der unbefiederten Gesichtshaut und der Kehle sowie die kräftiger rotbraune Färbung der Unterseite unterscheiden den Rotbrustguan vom Spixguan (P. jacquacu).

## Geografische Variation
Die Art ist monotypisch.

## Stimme
Die Lautäußerungen werden als lautes Flügelschlagen in der Dämmerung beschrieben, der Alarmruf als laut bellender Ruf ähnlich dem des Weißbrauenguans (P. jacucaca), aber rauer als der des Weißstirnguans (P. superciliaris).

## Lebensweise
Die Art ist vermutlich ein Standvogel. Sie lebt monogam. Abgerufen am 26. Januar 2025.
Die Nahrung besteht wohl – zumindest während der Trockenzeit – aus Blüten von Handroanthus impetiginosus und Johanniskrautgewächsen, die manchmal zusammen mit Nacktgesichthokko (Crax fasciolata) und Blaukehlguan (Pipile cumanensis) verzehrt werden. Hinzu kommen Pflanzensamen und Früchten, auch Wirbellose. Letztere werden auf dem Erdboden gesucht, häufiger ist die Art auf den Bäumen bei der Nahrungssuche.
Zwischen Juni und September nimmt die Art in den Morgenstunden Sandkörner zu sich und trinkt Flusswasser. Abgerufen am 26. Januar 2025.
Die Brutzeit liegt im Pantanal von Mato Grosso wohl zwischen Oktober und November. Das Gelege besteht aus 2 Eiern, die über etwa 28 Tage bebrütet werden.

## Gefährdungssituation
Der Bestand gilt als „gefährdet“ (Vulnerable) durch Habitatverlust.